# Radio Brunet
Pour les articles homonymes, voir Brunet.
Radio Brunet (anciennement Carrément Brunet) était une émission de radio française animée quotidiennement par Éric Brunet sur RMC entre 2010 et 2019.

## Historique

### Version 1:Carrément Brunet
Le 8 novembre 2010, RMC accueille une nouvelle voix sur son antenne : la station a décidé de confier la présentation du Grand show de l'info à Éric Brunet, journaliste de France 3. L'émission sera ensuite renommée Carrément Brunet. Depuis la rentrée, la présentation de ce nouveau talk-show était assurée par Christophe Jakubyszyn, le directeur de la rédaction de la station. Si le présentateur change, la formule n'évolue pas : de 13 h à 14 h, invités et anonymes commenteront l'actualité du jour, les auditeurs étant invités à choisir sur internet quels sujets les interpellent le plus. « Chaque jour, je reçois des invités, je passe le micro à des auditeurs qui tordent le cou à la « bien-pensance » et au politiquement correct. Un seul but : penser autrement, réagir autrement. Parce qu’on est pas des moutons ! » explique Éric Brunet, sur son blog. Sous-entendu « autrement qu'à gauche », Éric Brunet ayant la certitude que tous ceux qui ne pensent pas comme lui (99 % des journalistes, dit-il) sont de gauche.

### Version 2:Radio Brunet
À partir de la rentrée 2016, l'émission est renommée Radio Brunet et est rallongée d'une heure. Elle sera alors diffusée de 13 h à 15 h.
À partir d'août 2018, l'émission est décalée d'une heure et commence donc à 12 h et finit à 14 h. L'émission est arrêtée en 2019 pour laisser la place à une nouvelle émission de débat Brunet/Neumann, toujours animée par Éric Brunet, désormais accompagné par Laurent Neumann.

## Principe
Pendant une heure, Éric Brunet et ses invités débattent sur un fait d'actualité. Dans cette émission, Éric Brunet s'implique régulièrement dans les débats, étant parti-pris davantage qu'arbitre. Affiché comme journaliste de droite, il refuse toute forme d'appartenance  politique et de militantisme. Il défend l'idée d'un libéralisme à la française et d'une meilleure représentation des intelligences de droite dans les médias (comme Jean-Pierre Elkabbach, Alain Duhamel, Jean-Pierre Pernaut, Jean-Marc Sylvestre, Catherine Nay, etc.) et dans la sphère publique : l'édition, le journalisme, l'université, la recherche, l'enseignement.
De 2010 à 2018, Pascal Perri remplace Éric Brunet pendant ses congés.[réf. souhaitée]
À partir de 2018, le co-animateur de l'émission Rémy Barret est le joker d'Éric Brunet.[réf. souhaitée]

## Brunet Métrie
Tous les jours, les auditeurs peuvent prendre position pour ou contre Éric Brunet dans le Brunet Métrie. Ils expriment leur opinion : Carrément Pour ? ou Carrément Contre ?
Même s'il ne s'agit pas d'un sondage officiel, c'est une photographie instantanée de ce que pensent les auditeurs d'Éric Brunet.

## Interventions du CSA
Le CSA a adressé deux mises en demeure et une mise en garde à RMC, après la diffusion de propos « susceptibles d'encourager des comportements discriminatoires » ou qui « portaient atteinte à la dignité de la personne humaine. » Ces propos ont été tenus dans Carrément Brunet.
Une mise en demeure a ainsi été adressée par le CSA après la diffusion, le 30 août 2011, de propos « susceptibles d'encourager des comportements discriminatoires en raison de l'appartenance à une ethnie ou à une nation. » Une pratique en contradiction avec les stipulations de l'article 2-4 de la convention de la station. L'émission d'Éric Brunet a écopé d'une seconde mise en garde après la diffusion, le 19 septembre 2011, de propos évoquant « une personne impliquée dans une procédure judiciaire ont été tenus à l'antenne », ce qui est en contradiction avec les stipulations de l'article 2-5 de la convention de la station, précise le CSA. Enfin, le conseil a adressé une mise en garde après la diffusion le 5 septembre 2011 de propos « qui portaient atteinte à la dignité de la personne humaine ont été tenus à l'antenne, sans intervention modératrice du journaliste. » Une pratique en contradiction avec les stipulations de l'article 2-6 de la convention de la station, a indiqué le CSA[réf. nécessaire].

## Critiques
En 2012 l'association Acrimed a critiqué plusieurs fois cette émission, concernant par exemple son manque d'objectivité et d'impartialité,.